# Г̧
Г̧  (en minúscula: г̧; cursiva: Г̧ г̧) es una letra del alfabeto cirílico.
Existen registros de que la г̧ fue utilizada en dialectos del idioma carelio en la década de 1820. Sin embargo, en décadas posteriores dejó de utilizarse. Actualmente, se utiliza la escritura latina en dicho idioma.

## Códigos de computación
| Carácter                    | Г                                       | Г                                       | г                                     | г                                     | ̧                         | ̧                         |
| --------------------------- | --------------------------------------- | --------------------------------------- | ------------------------------------- | ------------------------------------- | ------------------------ | ------------------------ |
| Nombre unicode              | CYRILLIC CAPITAL LETTER GE WITH CEDILLA | CYRILLIC CAPITAL LETTER GE WITH CEDILLA | CYRILLIC SMALL LETTER GE WITH CEDILLA | CYRILLIC SMALL LETTER GE WITH CEDILLA | COMBINING CEDILLA ACCENT | COMBINING CEDILLA ACCENT |
| Codificaciones              | Decimal                                 | hex                                     | dec                                   | hex                                   | dec                      | hex                      |
| Unicode                     | 1043                                    | U+0413                                  | 1075                                  | U+0433                                | 807                      | U+0327                   |
| UTF-8                       | 208 147                                 | D0 93                                   | 208 179                               | D0 B3                                 | 204 167                  | CC A7                    |
| Numeric character reference | &#1043;                                 | &#x413;                                 | &#1075;                               | &#x433;                               | &#807;                   | &#x327;                  |